# Вато Арвеладзе
Вахтанг «Вато» Арвеладзе (груз. ვატო არველაძე; нар. 4 березня 1998, Гомбург) — грузинський футболіст, півзахисник клубу «Фатіх Карагюмрюк» і національної збірної Грузії.

## Клубна кар'єра
Народився 4 березня 1998 року в німецькому місті Гомбург.
У дорослому футболі дебютував 2014 року виступами за команду «Саско», в якій того року взяв участь у 4 матчах чемпіонату.
2014 року уклав контракт з турецьким клубом «Касимпаша», у складі якого провів наступний рік своєї кар'єри гравця.
З 2015 року три сезони захищав кольори команди клубу «Локомотив» (Тбілісі).
До складу клубу «Корона» з Кельців приєднався в 2018 році.
2020 повернувся до складу тбіліського «Локомотива».
Того ж року покинув попередній клуб, ставши гравцем турецького клубу «Фатіх Карагюмрюк».

## Міжнародна кар'єра
2014 року дебютував у складі юнацької збірної Грузії, взяв участь у 7 іграх на юнацькому рівні.
Протягом 2017—2018 років залучався до складу молодіжної збірної Грузії. На молодіжному рівні зіграв у 6 офіційних матчах.
2019 року дебютував в офіційних матчах у складі національної збірної Грузії.
| Дата      | Місто   | Господарі | Результат | Гості     | Турнір            | Голи | Примітки |
| --------- | ------- | --------- | --------- | --------- | ----------------- | ---- | -------- |
| 26-3-2019 | Дублін  | Ірландія  | 1 – 0     | Грузія    | Відбір до ЧЄ 2020 | -    | 73'      |
| 7-6-2019  | Тбілісі | Грузія    | 3 – 0     | Гібралтар | Відбір до ЧЄ 2020 | 1    |          |
| Усього    |         | Матчів    | 2         |           | Голів             | 1    |          |